# 木吞语
木吞语(mɔ21 tɯ21)是老挝北部一种彝语。
木吞语分布在乌多姆塞省纳莫县Hunapha等村(Kato 2008)。